# Aleksandr Ogorodnikov
Pour les articles homonymes, voir Ogorodnikov.
Aleksandr Ogorodnikov (en russe : Александр Вячеславович Огородников, Aleksandr Viatcheslavovitch Ogorodnikov, né le 8 septembre 1967) est un joueur de water-polo soviétique (russe) qui a remporté la médaille de bronze lors des Jeux olympiques de 1992 au sein de l'équipe unifiée.